# ぽすくま
ぽすくまは、日本郵便のオリジナルキャラクター。切手のためにデザインされた、くまのぬいぐるみの郵便屋さんである。ゆるキャラグランプリ2016「企業・その他部門」第1位。

## 概要
2012年9月発行の切手「秋のグリーティング」のためにデザインされた、くまのぬいぐるみのキャラクター。体の色は明るいベージュ、首に赤いリボンを巻き、〒マークの付いた明るい紺色の帽子とカバンを身につけている。森の郵便局で働いている。好きなものはお花と朝食のはちみつトースト。
デザインは日本郵便の切手デザイナーである中丸ひとみ。
この「秋のグリーティング」切手では、テディベアをデザインした切手のうちの数枚に登場した。切手および、同時に発売されたストラップなどのぽすくまグッズが好評だったことから、翌2013年の「春のグリーティング」「秋のグリーティング」切手にもぽすくまが登場。その後も、毎年のグリーティング切手に登場している。
後述の通り日本郵便のキャラクターとしての展開も進められている。
2015年から年に1度、秋にアニメが配信されている。声の担当は村瀬歩。語りは日高のり子。
2023年9月発行のグリーティング切手「ぽすくま」以降は、中丸の退職に伴い、日本郵便の切手デザイナー星山理佳がデザインを担当している。

## ぽすくまのぬいぐるみ
切手発行に先立つ2011年、翌年の「秋のグリーティング」切手を、テディベアのイラストではなくぬいぐるみを撮影して作ることが決まった。切手デザイナーの中丸は、自身のデザイン画をそのまま立体化してくれる作家を見つけようと、テディベア作家の集まるイベント会場に赴いた。その結果、会場で出会ったイラストレーターでテディベア作家の町田節子に制作を依頼した。
完成したぽすくまのぬいぐるみは、体長約10センチ。「ぽすこぐま」は一回り小さい。現物は一体しかなく、切手などでの写真撮影時には、同じ一体を使いまわしている。目と口元の表情は、写真の撮影後に、パソコンで微調整する。

## ぽすくまの仲間
2013年9月19日発行の切手「秋のグリーティング」以降に登場した、新しいキャラクター。ぽすくまに引き続き町田が制作を担当した。
- ぽすとーすと(声:鈴木達央) - 森の郵便局でぽすくまと一緒に働いている「ぽすとも」（ぽすくまの友達）で、色はブラウン。好奇心旺盛な性格。好きなものは夕暮れに読む手紙とホットココア。
- ぽすみるく(声:小西克幸) - 森の郵便局でぽすくまと一緒に働いている「ぽすとも」で、色は白。やさしい性格で、ぽすくまやとーすとより少し先輩。好きなものは冬のはじまりとホットミルク。
- ぽすこぐま(声:金元寿子) - ポストに手紙が差し出せずに困っていたところをぽすくまに助けられて以来、ぽすくまを慕っている。将来郵便屋さんを夢見ている。好きなものはお花の切手とゆで卵。
- ぽすじゃむ(声:五十嵐裕美) - お便りを書くのが大好きな女の子。ぽすくまが届けてくれるお便りを毎日楽しみに待っている。好きなものは雨上がりのお散歩とイチゴゼリー。

以下は2015年9月11日発行の切手「秋のグリーティング」以降に登場した、新しいキャラクター。
- ぽすらいむ(声:岡本信彦) - 町の郵便局で働くぽすくまの幼なじみ。色は薄緑色。好きなものはひまわりとクリームソーダ。
- けんふくろう(声:宮澤正) - 手紙の書き方を教えてくれる森の賢者。好きなものはインクの香りとバターサブレ。
- ぺんこあら(声:井上和彦) - ぽすじゃむのペンフレンド。好きなものは木かげのお昼寝とユーカリ。

## 日本郵便のキャラクターとして
- 2013年1月からグッズの販売が始まり[7]、以降「春のグリーティング」「秋のグリーティング」の発売のたびにグッズが発売されている。さらには夏ごろには着ぐるみも登場した。[8][9]。着ぐるみは郵便局関連の販促イベントにたびたび登場しており、日本郵便独自のキャラクターとして定着しつつある。
- 平成24年（2012年）度から3年連続で郵便番号簿の表紙にはぽすくまが採用されている。
- 2016年のゆるキャラグランプリ・「企業・その他ゆるキャラ部門」で優勝した[10]。
- 2021年4月14日に発行された1円切手のデザインにぽすくまが起用された。これまでの1円切手には「日本近代郵便の父」として知られている前島密の肖像が描かれたものしかなかったため、約70年ぶりの追加となった[11][12]。

## 出演

### 劇場アニメ
- 映画 魔法つかいプリキュア! 奇跡の変身!キュアモフルン!（2016年10月29日）[13]

## その他
町田はグリーティング切手用にピンクのテディベアも制作していた。ピンクのテディベアは名前が与えられないまま2度グリーティング切手に登場してきた。このテディベアは「じゃむ」として2014年9月5日発行の切手「秋のグリーティング」と同時発売のぬいぐるみ・ストラップの発表に際し、正式に仲間入りを果たした。